# 安藤百福賞
安藤百福賞（あんどうももふくしょう）は、日清食品創業者であった安藤百福の意志のもと、（公財）安藤スポーツ・食文化振興財団の分科会である食創会によって創設された賞。2016年度より、小泉純一郎元内閣総理大臣が食創会の会長を務めている。
受賞対象者は「 新しい食品の開発に貢献する基礎研究者、開発者、およびベンチャー起業家」である。

## 受賞者
カッコ内は当時の役職。
第29回 令和6年度（2024年度）
- 大賞
  - 関谷毅（大阪大学 産業科学研究所・教授）
- 優秀賞
  - 國澤純（国立研究開発法人 医薬基盤・健康・栄養研究所 医薬基盤研究所 副所長、ヘルス・メディカル微生物研究センター センター長）
  - 宮本敬久（九州大学大学院農学研究院・特任教授）
- 発明発見奨励賞
  - 高橋春弥（京都大学大学院農学研究科・助教 ）
  - 豊嶋麻里（アサヒビール株式会社 マーケティング本部 開発プロジェクト部 担当課長）
  - 古澤之裕（富山県立大学・准教授）

第28回 令和5年度（2023年度）
- 大賞
  - 奥野恭史（京都大学 大学院医学研究科・教授、理化学研究所 計算科学研究センター・部門長）
- 優秀賞
  - 阿部知子（理化学研究所 仁科加速器科学研究センター・副センター長）
  - 児島将康（久留米大学 分子生命科学研究所・教授）
  - 武見ゆかり（女子栄養大学・教授、副学長）
- 発明発見奨励賞
  - 加納颯人（株式会社RelieFood 代表取締役CEO）
  - Sastia Prama Putri（大阪大学 大学院工学研究科・准教授）
  - 松村成暢（大阪公立大学 大学院生活科学研究科・准教授）
  - 元木康介（東京大学 大学院経済学研究科・講師）
  - 寄玉昌宏（株式会社Sydecas 代表取締役）

第27回 令和4年度（2022年度）
- 大賞
  - 冨田勝（慶應義塾大学 先端生命科学研究所 所長、環境情報学部 教授）
- 優秀賞
  - 髙久洋暁（新潟薬科大学 応用生命科学部 学部長、教授）
  - 山本雅之（東北大学大学院 医学系研究科 教授）
- 発明発見奨励賞
  - 小栗靖生（京都大学大学院 農学研究科 助教）
  - 田中充（九州大学大学院 農学研究院 准教授）
  - 三島英換（東北大学大学院 医学系研究科 非常勤講師、ヘルムホルツセンターミュンヘン 客員研究員）
  - 八木健一郎（有限会社三陸とれたて市場 代表取締役）

第26回 令和3年度（2021年度）
- 大賞
  - 濡木理（東京大学大学院 理学系研究科 教授）
- 優秀賞
  - 中村俊樹（国立研究開発法人 農業･食品産業技術総合研究機構 東北農業研究センター 主席研究員）
  - 藤原大介（キリンホールディングス株式会社 ヘルスサイエンス事業部部長）
- 発明発見奨励賞
  - 小川剛伸（京都大学大学院 農学研究科 助教）
  - 戸田安香（明治大学 農学部農芸化学科 特任講師）
  - 中島健一朗（大学共同利用機関法人 自然科学研究機構 生理学研究所 准教授）
  - 堀尾奈央（ハーバード大学医学部 博士研究員）

第25回 令和2年度（2020年度）
- 大賞
  - 松澤佑次（住友病院 名誉院長・最高顧問）
- 優秀賞
  - 木村郁夫（京都大学大学院 生命科学研究科 教授、東京農工大学大学院 農学研究院 特任教授）
  - 佐々木敏（東京大学大学院 医学系研究科 教授）
  - 深見健（サンエイ糖化株式会社 素材開発部 部長）
- 発明発見奨励賞
  - 金子賢太朗（京都大学大学院 農学研究科 特定助教）
  - 滝沢潤（一般社団法人長野県農村工業研究所 農業開発研究部 主任研究員）

第24回 平成31年度（2019年度）
- 大賞
  - 末松誠（慶應義塾大学 医学部 客員教授）
- 優秀賞
  - 稲垣暢也（京都大学大学院 医学研究科 教授）
  - 松井利郎（九州大学大学院 農学研究院 教授）
  - 森有一（メビオール株式会社代表取締役会長）
- 発明発見奨励賞
  - 岩﨑有作（京都府立大学大学院 生命環境科学研究科 教授）

第23回 平成30年度（2018年度）
- 大賞
  - 森和俊（京都大学大学院理学研究科 教授）
- 優秀賞
  - 岡勇輝（カリフォルニア工科大学 助教授）
  - 鈴木康司（アサヒグループホールディングス株式会社 グループ食の安全研究所長）
  - 飯島和丸（アサヒビール株式会社 名古屋工場 品質管理部長）
  - 浅野静（アサヒビール株式会社 酒類技術研究所 主任研究員）
  - 箕越靖彦（大学共同利用機関法人 自然科学研究機構 生理学研究所 教授）
- 発明発見奨励賞
  - 伊福伸介（株式会社マリンナノファイバー 代表取締役社長、鳥取大学大学院工学研究科 教授）

第22回 平成29年度（2017年度）
- 大賞
  - 坂口志文（大阪大学免疫学フロンティア研究センター 特任教授）
- 優秀賞
  - 原博（北海道大学大学院農学研究院 特任教授）
  - 吉原良浩（理化学研究所脳科学総合研究センター シニアチームリーダー）
- 発明発見奨励賞
  - 五十嵐啓（カリフォルニア大学アーバイン校 医学部神経科学･解剖学科 助教授）
  - 樽野陽幸（京都府立医科大学大学院医学研究科 細胞生理学 講師）

第21回 平成28年度（2016年度）
- 優秀賞
  - 立花宏文（九州大学大学院農学研究院 主幹教授）
  - 長岡利（岐阜大学応用生物科学部 シニア教授・教授）
- 発明発見奨励賞
  - 風間北斗（理化学研究所 脳科学総合研究センター チームリーダー）
  - 竹内豊（株式会社フードケア 代表取締役）
  - 福田真嗣（慶應義塾大学先端生命科学研究所 特任准教授、株式会社メタジェン　代表取締役社長CEO）

第20回 平成27年度（2015年度）
- 大賞
  - 大野博司（国立研究開発法人理化学研究所 統合生命医科学研究センター グループディレクター）
- 優秀賞
  - 柴田重信（早稲田大学先進理工学部 教授）
- 発明発見奨励賞
  - 石丸喜朗（東京大学大学院農学生命科学研究科 特任准教授）
  - 中井博之（新潟大学農学部 応用生物化学科 准教授）
- 第20回記念特別奨励賞
  - 鈴木卓弥（広島大学大学院生物圏科学研究科 准教授）
  - 益崎裕章（琉球大学大学院 医学研究科 教授）
  - 岸本賢治（株式会社キシモト 専務取締役）
  - 平岡芳信（愛媛県産業技術研究所 食品産業技術センター センター長）
  - 藤田雅彦（公益財団法人えひめ産業振興財団 専門員）
  - 西道隆臣（国立研究開発法人理化学研究所 脳科学総合研究センター シニアチームリーダー）
  - 平林義雄（国立研究開発法人理化学研究所 脳科学総合研究センター シニアチームリーダー）

第19回 平成26年度（2014年度）
- 優秀賞
  - 植村邦彦（独立行政法人農研機構 食品総合研究所 上席研究員）
  - 塩野貴史（キリン株式会社 R&D本部 飲料技術研究所 主任研究員）
- 発明発見奨励賞
  - 浅沼誠司（株式会社大麦工房ロア 代表取締役）
  - 荻野忠彦（株式会社IPMS 代表取締役）
  - 村田和久（株式会社エディプラス 代表取締役）
  - 川井清司（広島大学大学院 生物圏科学研究科 准教授）

第18回 平成25年度（2013年度）
- 大賞
  - 小野武年（富山大学大学院 医学薬学研究部 特任教授）
- 優秀賞
  - 藤村亮太郎（キユーピー株式会社 研究開発本部 技術研究所 野菜・加工プロセス研究部 チームリーダー）
  - 水道裕久（サンスター株式会社 新規素材活用事業開発プロジェクト プロジェクトリーダー）
  - 牧野武利（サンスター株式会社 研究担当役員）
- 発明発見奨励賞
  - 都築毅（東北大学大学院農学研究科 准教授）

第17回 平成24年度（2012年度）
- 優秀賞
  - 二ノ宮裕三（九州大学大学院歯学研究院 主幹教授）
  - 遠藤徳雄（キリンビール株式会社 技術開発部パッケージング技術開発センター 主査）
  - 齋藤寿広（独立行政法人農研機構果樹研究所 上席研究員）
  - 壽和夫（元 独立行政法人農研機構果樹研究所 ナシ・クリ育種研究室長）
  - 澤村豊（独立行政法人農研機構果樹研究所 主任研究員）
- 発明発見奨励賞
  - 中條均紀（ホリカフーズ株式会社 常務取締役）
  - 田中一郎（ニュテックス株式会社 専務取締役）
  - 藤田清貴（鹿児島大学農学部 助教）

第16回 平成23年度（2011年度）
- 優秀賞
  - 富永真琴（自然科学研究機構 岡崎統合バイオサイエンスセンター 教授）
  - 杉山圭吉（ライオン株式会社 常務取締役）
  - 春見隆文（日本大学生物資源科学部 教授）
- 発明発見奨励賞
  - 福居篤子（株式会社龍角散 執行役員 開発本部長兼国際部･企画開発部長）
  - 魚谷佳代（株式会社味きっこう 代表取締役）
  - 出雲充（株式会社ユーグレナ 代表取締役）

第15回 平成22年度（2010年度）
- 大賞
  - 村田修（近畿大学水産研究所 所長・教授）
- 優秀賞
  - 裏出令子（京都大学大学院農学研究科 教授）
  - 村田容常（お茶の水女子大学大学院人間文化創成科学研究科 教授）
  - 久保秀明（ヒガシマル食品株式会社 副工場長）
- 発明発見奨励賞
  - 神戸大朋（京都大学大学院生命科学研究科 准教授）

第14回 平成21年度（2009年度）
- 大賞
  - 桜井武（金沢大学医薬保健研究域医学系 教授）
- 優秀賞
  - 大和田哲男（株式会社アビー 代表取締役）
  - 宮澤陽夫（東北大学大学院農学研究科 教授）
- 発明発見奨励賞
  - 小関成樹（独立行政法人農研機構 食品総合研究所 主任研究員）

第13回 平成20年度（2008年度）
- 優秀賞
  - 都甲潔（九州大学大学院システム情報科学研究院長 電子デバイス工学部門教授）
  - 伏木亨（京都大学大学院農学研究科食品生物科学専攻 教授）
  - 山本憲二（京都大学大学院生命科学研究科 教授）
- 発明発見奨励賞
  - 馬上元彦（こだま食品株式会社商品企画開発部 次長）
  - 大石清三（こだま食品株式会社商品企画開発部 主任）
  - 野口愛子（日本有機株式会社代表取締役社長）
  - 細川清（株式会社紀州ほそ川代表取締役社長）

第12回 平成19年度（2007年度）
- 大賞
  - 森憲作（東京大学大学院医学系研究科細胞分子生理学分野 教授）
- 優秀賞	
  - 西野輔翼（立命館大学COE推進機構 特別招聘教授）
  - 坂本宏司（広島県立総合技術研究所食品工業技術センター 食品加工研究部長）
  - 吉川正明（京都大学大学院農学研究科食品生理機能学分野 教授）
- 発明発見奨励賞
  - 秋元義彦（株式会社パン・アキモト代表取締役）

第11回 平成18年度（2006年度）
- 優秀賞
  - 熊谷日登美（日本大学生物資源科学部 農芸化学科 助教授）
  - 秋元健吾（サントリー株式会社知的財産部 課長）
  - 新免芳史（サントリー株式会社健康食品事業部 部長）
  - 藤波一博（株式会社波里 代表取締役）
- 発明発見奨励賞
  - 檀一平太（独立行政法人農研機構 食品総合研究所 食認知科学ユニット 研究員）
  - 岡田哲子（ベジタリアン料理研究所 華蒟菜 所長）
  - 吉成篤四郎（株式会社スリービー 代表取締役）

第10回 平成17年度（2005年度）
- 大賞（共同受賞）
  - 阿部啓子（東京大学大学院農学生命科学研究科教授）
  - 山本隆（大阪大学大学院人間科学研究科教授）
- 優秀賞
  - 川成眞美（雪印乳業株式会社 研究開発部門担当専務取締役）
  - 中塚進一（長良サイエンス株式会社代表取締役、岐阜大学応用生物科学部教授）
- 特別奨励賞
  - 鈴木昌治（東京農業大学応用生物科学部教授）
  - 渡辺千佳子（有限会社マダム・ボー 代表取締役）
  - 久保幹（立命館大学理工学部化学生物工学科教授）

第9回 平成16年度（2004年度）
- 優秀賞
  - 内海成（京都大学大学院農学研究科）
  - 青砥弘道（株式会社ファンケル 中央研究所 加工食品開発グループ マネージャー）
  - 福澤厚（有限会社にゅうとん倶楽部 代表取締役、特定非営利活動法人地球循環ネットワーク 副理事長）

第8回 平成15年度（2003年度）
- 優秀賞
  - 笠原和起（理化学研究所 脳科学総合研究センター）
  - 岩井修一（株式会社キャリ 代表取締役）
  - 東野真由美（パウダーテクノコーポレーション有限会社 代表取締役社長）

第7回 平成14年度（2002年度）
- 大賞
  - 光岡知足（東京大学 名誉教授）
- 優秀賞
  - 山本隆（大阪大学大学院大学院人間科学研究科 教授）
  - 桑田有（明治乳業株式会社 研究本部長）
  - 熊部潔（株式会社キティー 代表取締役社長）

第6回 平成13年度（2001年度）
- 優秀賞
  - 大山治郎（株式会社曙産業 代表取締役社長）
  - 雜賀慶二（株式会社東洋精米機製作所 代表取締役社長）
  - 菅野道廣（熊本県立大学学長）

第5回 平成12年度（2000年度）
- 優秀賞
  - 金田尚志（東北大学名誉教授）
  - 鈴木允（株式会社ザ鈴木 代表取締役）
  - 安川拓次（花王株式会社 ヘルスケア第一研究所所長）

第4回 平成11年度（1999年度）
- 優秀賞
  - 並木満夫（名古屋大学名誉教授）
  - 前田裕一（不二製油株式会社 新素材事業部 副事業部長）
  - 田中吉彦（プリマハム株式会社 基礎研究所 部長補 第一チーム長）

第3回 平成10年度（1998年度）
- 大賞（共同受賞）
  - 藤巻正生（東京大学名誉教授、お茶の水女子大学名誉教授）
  - 千葉英雄（神戸女子大学家政学部教授、京都大学名誉教授）
  - 荒井綜一（東京農業大学応用生物化学部教授）

第2回 平成9年度（1997年度）
- 優秀賞
  - 入谷敏（株式会社林原商事 Lプラザ・チーフディレクター）
  - 加藤友治（太陽化学株式会社 総合研究研究部長
  - 三尾谷秀明（大塚化学株式会社 食品部常任顧問）

第1回 平成成8年度（1996年度）
- 優秀賞
  - 筬島豊（九州大学農学部 教授）
  - 植田道雄（四国化工機株式会社 代表取締役会長）
  - 磯部賢治（ライオン株式会社 研究開発本部 食品研究所 主任研究員）
- 特別賞
  - 堤恒雄（財団法人視覚障害者食生活改善協会 理事長）
  - 新田義治